# Symfonie nr. 28 (Mozart)
Symfonie nr. 28 in C majeur, KV 200, is een symfonie van Wolfgang Amadeus Mozart. Hij schreef het stuk waarschijnlijk op 12 of 17 november van 1773 of 1774.

## Orkestratie
De symfonie is geschreven voor:
- Twee hobo's.
- Twee hoorns.
- Twee trompetten.
- Strijkers.

## Delen
De symfonie bestaat uit vier delen:
- I Allegro con spirito.
- II Andante.
- III Menuetto en trio.
- IV Presto.